# کریگ فایربراس
کریگ جان فربراس (به انگلیسی: Craig Fairbrass) (زاده ۱۵ ژانویهٔ ۱۹۶۴) یک بازیگر، تهیه‌کننده و فیلمنامه‌نویس انگلیسی تبار است.
از فیلم‌های معروف او می‌توان به بازی در برای ملکه و کشور، صخره‌نورد، انتقام‌جو و شرور اشاره کرد.